# Ctenus calcarifer
Ctenus calcarifer là một loài nhện trong họ Ctenidae.
Loài này thuộc chi Ctenus. Ctenus calcarifer được Frederick Octavius Pickard-Cambridge miêu tả năm 1902.
1. ↑  Platnick, Norman I. (2010): The world spider catalog, version 10.5. American Museum of Natural History.

biologie|2011|10|21}}